# سرزمین مادری (فیلم ۱۹۲۷)
«سرزمین خانگی» (انگلیسی: Motherland (1927 film)) یک فیلم است که در سال ۱۹۲۷ منتشر شد.